# Jean-Michel Quinodoz
Pour les articles homonymes, voir Quinodoz.
Jean-Michel Quinodoz, né le 7 avril 1934 à Sion, est un psychiatre et psychanalyste suisse. 

## Biographie
Jean-Michel Quinodoz est né dans le Valais. Il fait ses études de médecine à Genève, et se spécialise en psychiatrie auprès de Julian de Ajuriaguerra. Il se forme à la psychanalyse à la Société suisse de psychanalyse, fait des supervisions avec Marcelle Spira et suit les séminaires proposés par plusieurs psychanalystes invités à Genève, Hanna Segal notamment, puis s'installe comme psychanalyste à Genève en 1971. Il est membre de la Société suisse de psychanalyse depuis 1979, et analyste formateur depuis 1984. 
Il est l'époux de Danielle Quinodoz, psychanalyste et essayiste.

## Activités de recherche et éditoriales
Jean-Michel Quinodoz publie en 1991 un ouvrage sur l'angoisse de séparation, La Solitude apprivoisée. En 2004, il publie Lire Freud. Découverte chronologique de l’œuvre de Freud, ouvrage inspiré par le séminaire qu'il anime depuis 1988, dans le cadre du Centre de psychanalyse Raymond de Saussure à Genève, et pour lequel il adopte une perspective chronologique pour présenter les textes de Freud. Il réalise une série d'entretiens avec la psychanalyste kleinienne Hanna Segal, entre 2004 et 2006 et les publie dans l'ouvrage À l'écoute d'Hanna Segal. Sa contribution à la psychanalyse, en 2008. Il est l'auteur d'un Que sais-je ? sur Freud, en 2015.
Il consacre en 2005 un opuscule à sa tante, Marie Quinodoz, une autodidacte valaisanne, intitulé Marie des Collines.
Il est rédacteur en chef pour l'Europe de l'International Journal of Psychoanalysis de 1994 à 2003, puis à partir de 2003 jusqu'en 2014, il est rédacteur des European Annuals, édition qui reprend une sélection d'articles publiés en huit langues par l'International Journal of Psychoanalysis l’année précédente. Il fonde en 1979 le bulletin de la Société suisse de psychanalyse, dont il est le rédacteur, jusqu'en 1985. Depuis 2014, il est secrétaire de L’Année psychanalytique internationale.

## Publications
- La Solitude apprivoisée : l'angoisse de séparation en psychanalyse, préface d'Hanna Segal, Puf, coll. « Quadrige », 1991, 241 p.  (ISBN 978-2-13-058354-7)
- Lire Freud. Découverte chronologique de l’œuvre de Freud, Puf, 2004.
- « L'origine de l'impulsion créatrice chez Hanna Segal », p. 19-28, Topique, no 127, 2014/2, « La pensée kleinienne », p. 19-28 [lire en ligne]
- À l'écoute d'Hanna Segal : sa contribution à la psychanalyse, Puf, 2008  (ISBN 2130560164)
- (éd.) Melanie Klein : Lettres à Marcelle Spira, Puf, 2013,  (ISBN 2130620698)
- Les Rêves qui tournent une page : rêves d'intégration à contenu paradoxal régressif, Puf, 2001, coll. « Le fait psychanalytique », 137 p.  (ISBN 9782130514916).
- Marie des Collines, Genève, Slatkine, 2005 174 p.  (ISBN 2-8321-0196-8)
- Sigmund Freud, Puf, coll. « Que sais-je ? », no 2121, 2015, 128 p.  (ISBN 978-2130652274).
- (dir.) Henri Dutilleux : un compositeur à La Sage, Genève, Slatkine, 2018, 135 p.  (ISBN 978-2-8321-0839-0).

## Distinctions
- 1985-1988 : vice-président de la Société Suisse de Psychanalyse.
- 2010 : Sigourney Award[8]
- Distinguished Fellow de la Société britannique de psychanalyse[7].